# Allinggård
Allinggård er en herregård, der ligger cirka en kilometer sydøst for landsbyen Grønbæk, 12 km øst for Kjellerup ved Alling Å, tæt ved dennes udløb i Gudenåen i Svostrup Sogn, i det tidligere Hids Herred, Viborg Amt, nu Silkeborg Kommune, Region Midtjylland.
Allinggård har formentlig oprindelig været ladegård til det nærliggende Alling Kloster, og var efter reformationen krongods. I 1562 blev Allinggård lagt ind under Silkeborg Len. I 1661 overdrog kong Frederik 3. Allinggård med 38 tdr. hartkorn til sin vinskænk Christian Fischer (død 1677), i hvis slægt den var til 1804. Christian Fischer, der ejede Allinggård fra 1719-1774 oprettede ved testamente et "hospital" i Grønbæk, der i årene 1778-1965 fungerede som alderdomshjem. Allinggård, Alling Kloster og Alling Skovgård udgjorde en samlet ejendom indtil 1820, hvor Alling Kloster og Alling Skovgård blev udskilt fra Allinggård. Allinggård, Alling Kloster og Alling Skovgård havde dog samme ejer i årene 1890-1918. 
Steen Steensen Blicher udgav i 1827 novellen "Fruentimmerhaderen" om Jean Arnold Fischer, der  som sidste medlem af familien Fischer ejede Allinggård indtil 1804.
Den nuværende hovedbygning, der afløste bindingsværksbygninger fra slutningen af 1700-tallet, er opført i palæstil i 1919-1920, hvor også avlsbygningerne blev opført. Arkitekten var stadsarkitekt i Aarhus Axel Høeg-Hansen, der også forestod opførelsen af en ny hovedbygning på Alling Kloster i de samme år. 
I 1934 tilkom en forpagterbolig og i 1958 blev laden ombygget og i 1964 avlsgården udvidet. Der er 299 hektar jord til gården.
I 1918-1919 udførtes arbejder i forbindelse med opførelsen af et lille elektricitetsværk, som siden har udnyttet vandkraften i Alling Å. I den forbindelse opstod Allinggård Sø ved opstemning af Alling Å og anlæggelse af en kanal. Anlægget projekteredes af Kristian Thomsen, der også forestod projekteringen af Gudenaacentralen ved Tange.

## Ejerliste
- 1268-1536 Alling Kloster
- 1536-1661 Kronen
- 1661-1667 Christian Fischer
- 1667-1686 Rasmus Fischer (bror)
- 1686-1708 Kirstine Masdorph gift Fischer
- 1708-1716 Thomas Fischer (søn)
- 1716-1719 Ane Poulsen gift Fischer
- 1719-1774 Christian de Fischer (d.y.)
- 1774-1774 Christian Fischer (farbrors oldebarn) og Jean Arnold Fischer (bror)
- 1774-1804 Jean Arnold Fischer
- 1804-1808 N. Secher
- 1808-1809 Enkefru Secher
- 1809-1813 Johan Conrad Schuchardt
- 1813-1814 A. Ledertoug
- 1814-1817 H.L. Poulsen
- 1817-1819 Johan Conrad Schuchardt
- 1819-1828 Schuchardts dødsbo v/a Frederik Jørgen Schuchardt (søn)
- 1828-1830 D. Poulsen og N. Lind
- 1830-1838 D. Poulsen
- 1838-1857 Caspar Heinrich Vorbeck
- 1857-1857 H.P. Rygaard, konsul
- 1857-1860 J.R. Hansen og H.L. Hansen.
- 1860-1863 August Sophus Ferdinand Tramp, greve, hofchef hos enkedronning Caroline Amalie
- 1863-1867 Julie Louise Sophie Ahlefeldt-Laurvigen, gift Tramp, enkegrevinde
- 1867-1886 A.V. Wahl, landvæsenskommissær
- 1886-1886 Interessentskab
- 1886-1890 H. Thomas Uldall Jørgensen
- 1890-1915 Sophus Scavenius Nellemann, højesteretsadvokat
- 1915-1918 Laurits George Hyphoff Nellemann, løjtnant (søn)
- 1918-1918 Konsortium ved J. Jespersen og herredsfoged Ewald Jopp
- 1918-1920 J. Jespersen, landbrugskandidat og ejendomsmægler
- 1920-1930 Thomas S. Hermansen[2], direktør, Fotorama og Dansk filmfabrik
- 1930-1932 Marie Nyboe Hermansen, enkefru
- 1932-1933 Jysk Land-Hypotekforening
- 1933-1943 Niels Hede Nielsen, direktør, Hede Nielsen A/S
- 1943-1949 Eva Hede Nielsen, født Hansen, enkefrue
- 1949-1979 Eigil Hede Nielsen, direktør, Hede Nielsen A/S
- 1979-1982 Mogens Lennart Jansen
- 1982-1984 Leif Althof Jensen
- 1984-2021 Leo & Anna Sørensen
- 2021- Ejendomsselskabet Allinggårdsvej 154 ApS (Jørn Tækker)

## Eksterne kilder og henvisninger
- danskeherregaarde.dk{
- Kulturmiljø databasen, Århus Amt Arkiveret 5. marts 2016 hos  Wayback Machine
- J.P. Trap: Danmark, bd. 7 Viborg Amt, femte udgave 1962.
- Danmarks Kunstbiblioteks Arkitekturtegninger, Allinggård
- Danmarks Adels Aarbog XC - von Ahlefeldt, af Henrik Poulsen, (Dansk Adelsforening, redigeret af Knud J. V. Jespersen), (1982-84)
- Dansk Biografisk Leksikon, 2. udgave, 1933-1944, s. 575.
- https://dis-danmark.dk/bibliotek/909338.pdf#page=64